# Filadelfia (Cilicia)
Filadelfia (en griego antiguo: Φιλαδέλφεῖα) era una antigua colonia griega de Cilicia. Actualmente sus ruinas, situadas en la zona meridional de Turquía, sobre una colina al norte de los pueblos de Gökçeseki y Çamlıca.

## Etimología
Su nombre procede de la esposa del rey Antíoco IV de Comagene. Quien había recibido sus dominios por regalo del emperador romano Calígula y en ellos fundó las ciudades de Germanicópolis, cuyo nombre honra a Germánico, uno de los títulos del emperador, y Filadelfia, en honor a su esposa Iotape Filadelfos. Por las monedas que se han encontrado se cree que el lugar se llamó Filadelfia después del año 38.
Desde 2015 un equipo del Museo Karaman ha llevado a cabo excavaciones arqueológicas y ha sacado a la luz una necrópolis. Las tumbas excavadas, pertenecientes a los siglos IV y V, los objetos hallados en ellas, como los sarcófagos, así como las abundantes ofrendas votivas halladas en un pozo, indican que tuvo su apogeo en la era cristiana. También se han hallado bustos de piedra caliza. Una particularidad que se ha destacado es la representación de una media luna en los collares de dos esculturas femeninas. Entre los objetos hallados figuran abundantes instrumentos médicos. En una cámara funeraria, además de restos óseos que pertenecían a 53 personas, se encontraron objetos metálicos como cadenas y monedas. En posteriores excavaciones en 2020 se encontraron talleres de fabricación de aceite de oliva y los restos de dos iglesias, entre otros hallazgos.

## Galería

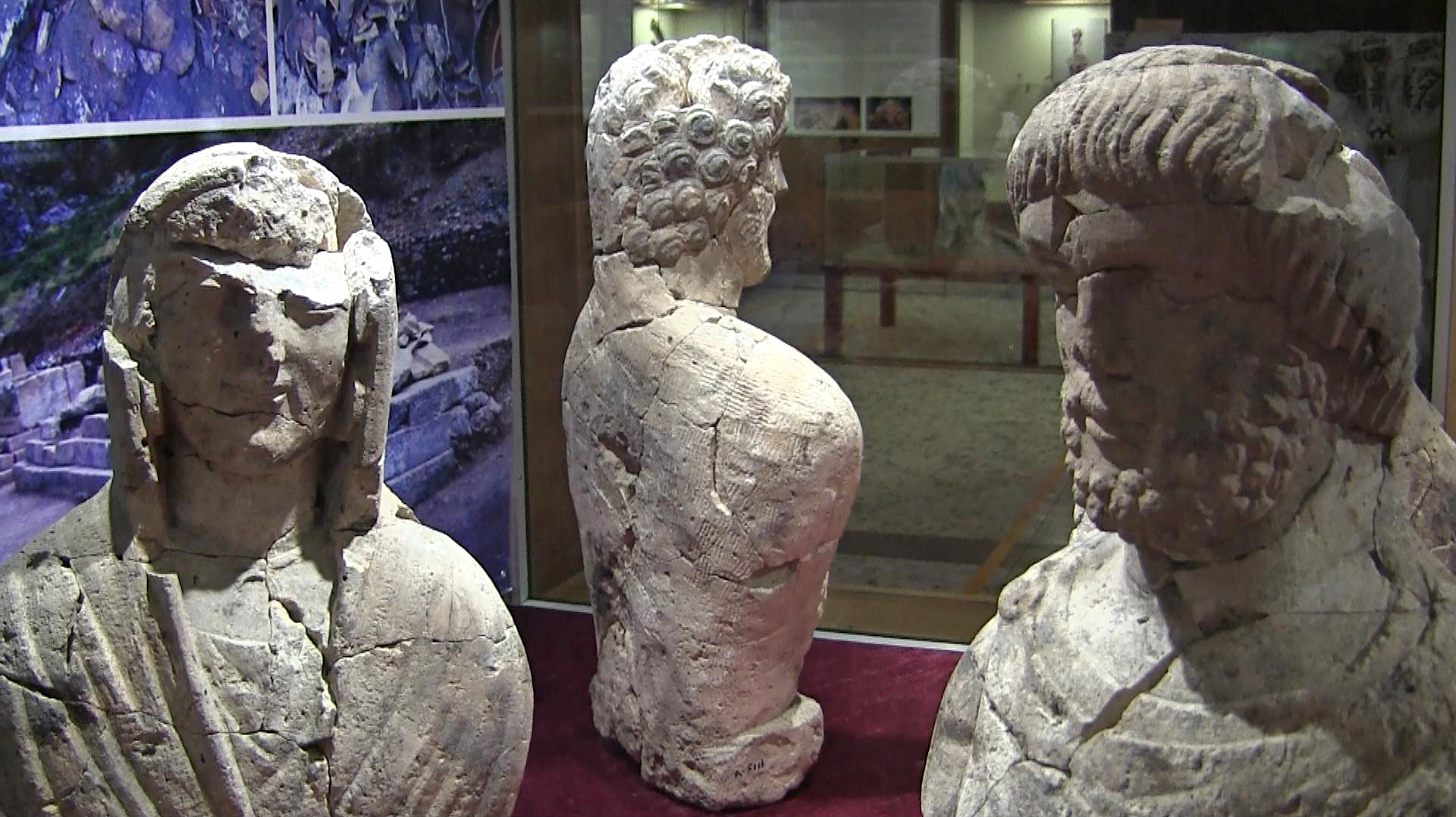
Bustos de Filadelfia de Cilicia, Museo Karaman